# Orchestre d'harmonie
Pour les articles homonymes, voir Harmonie (homonymie) et OH.

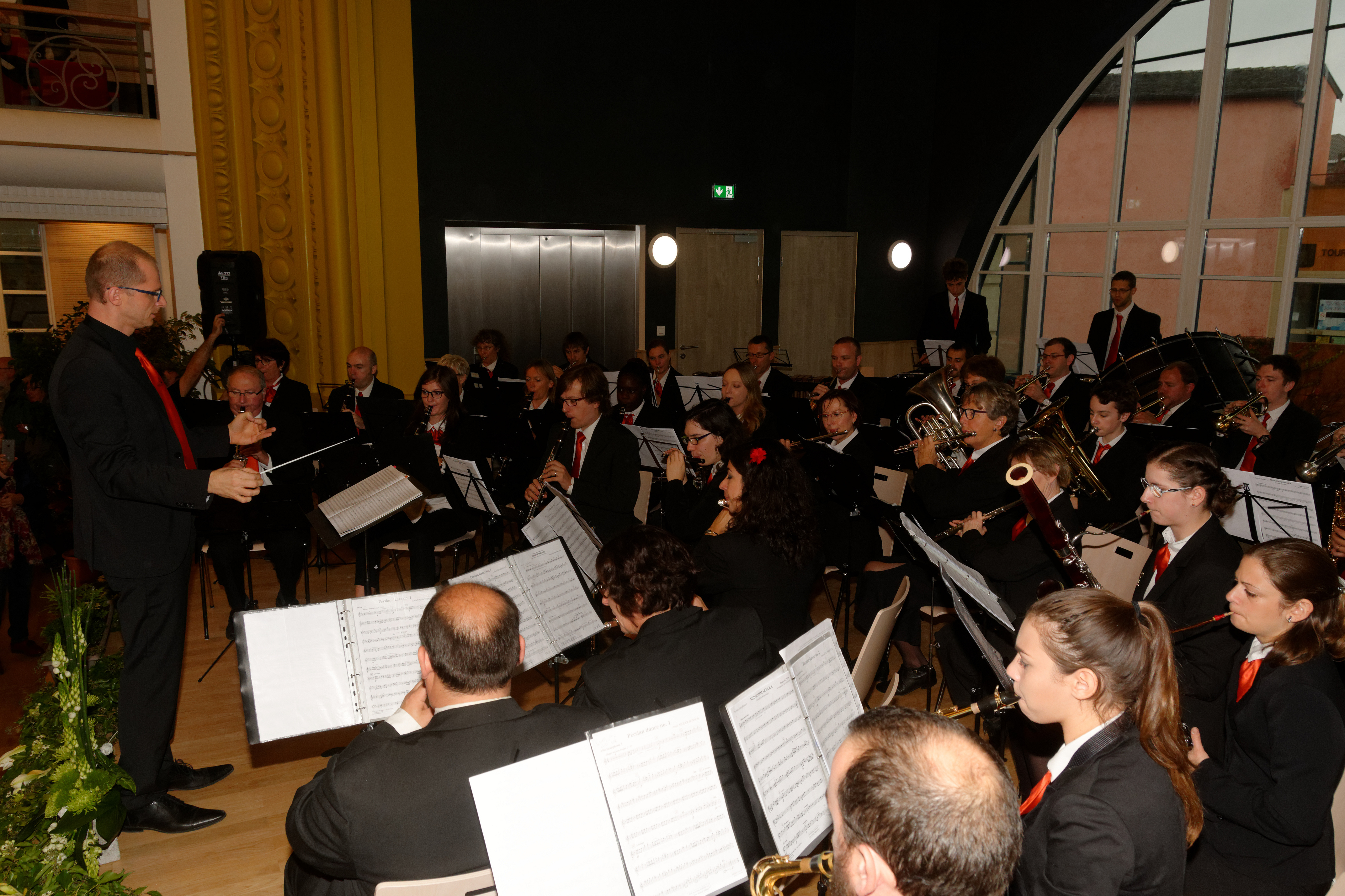
Harmonie de Belfort.

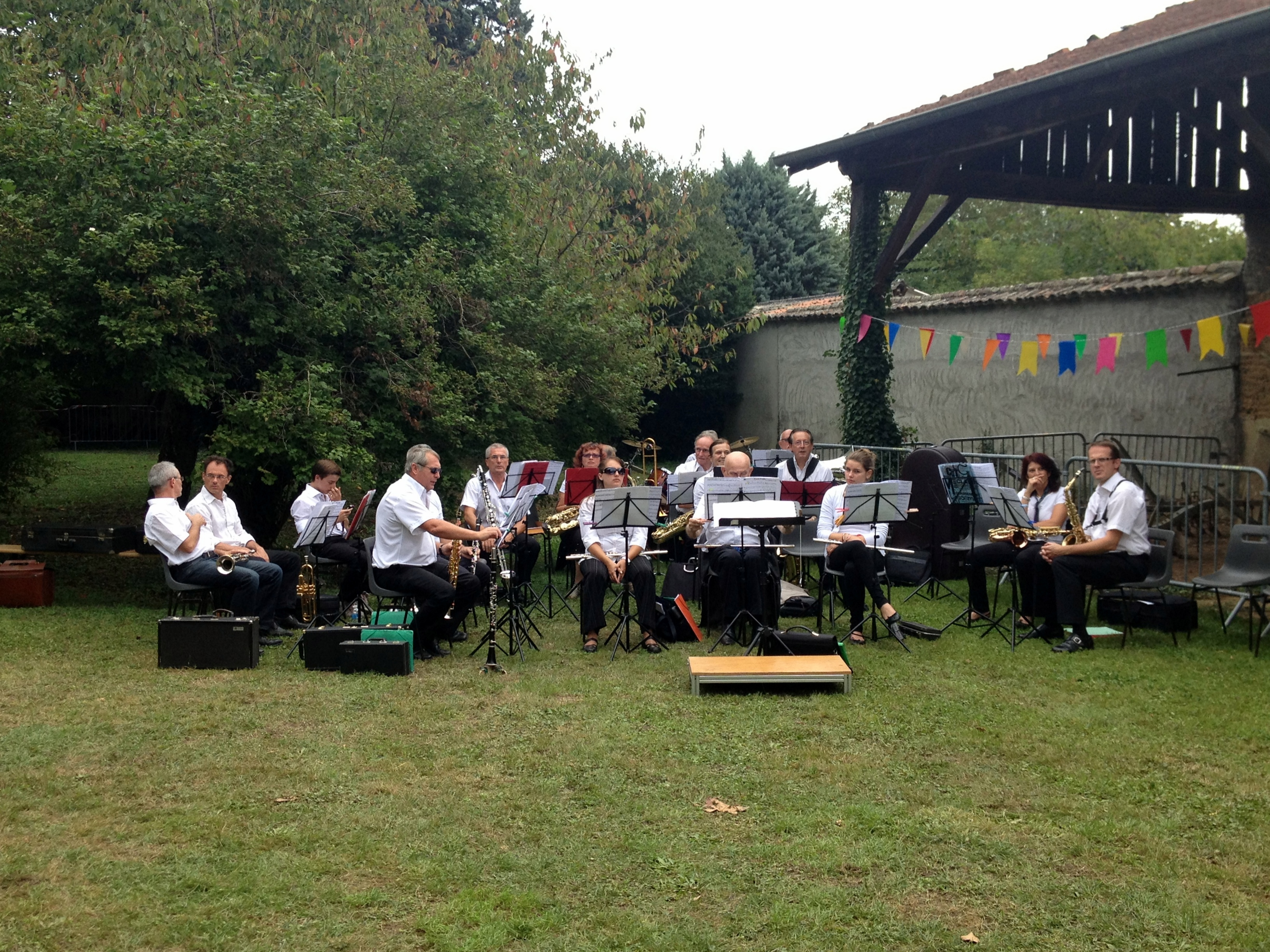
Espérance musicale de Beynost.

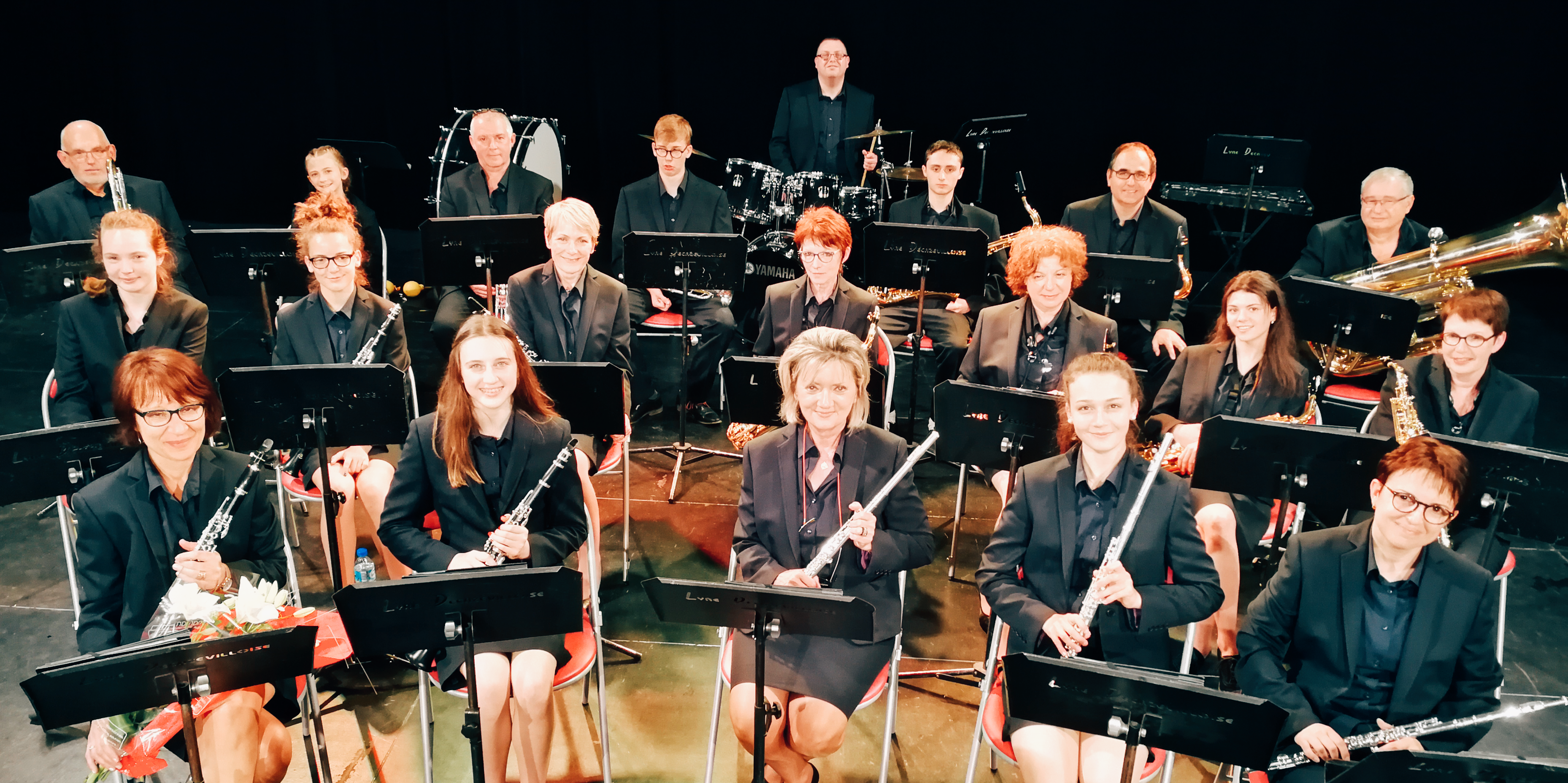
Lyre decazevilloise.

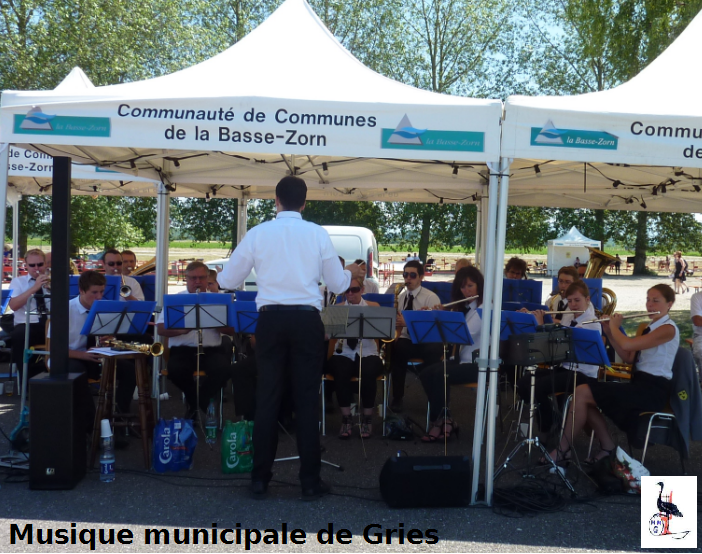
Harmonie de Gries.

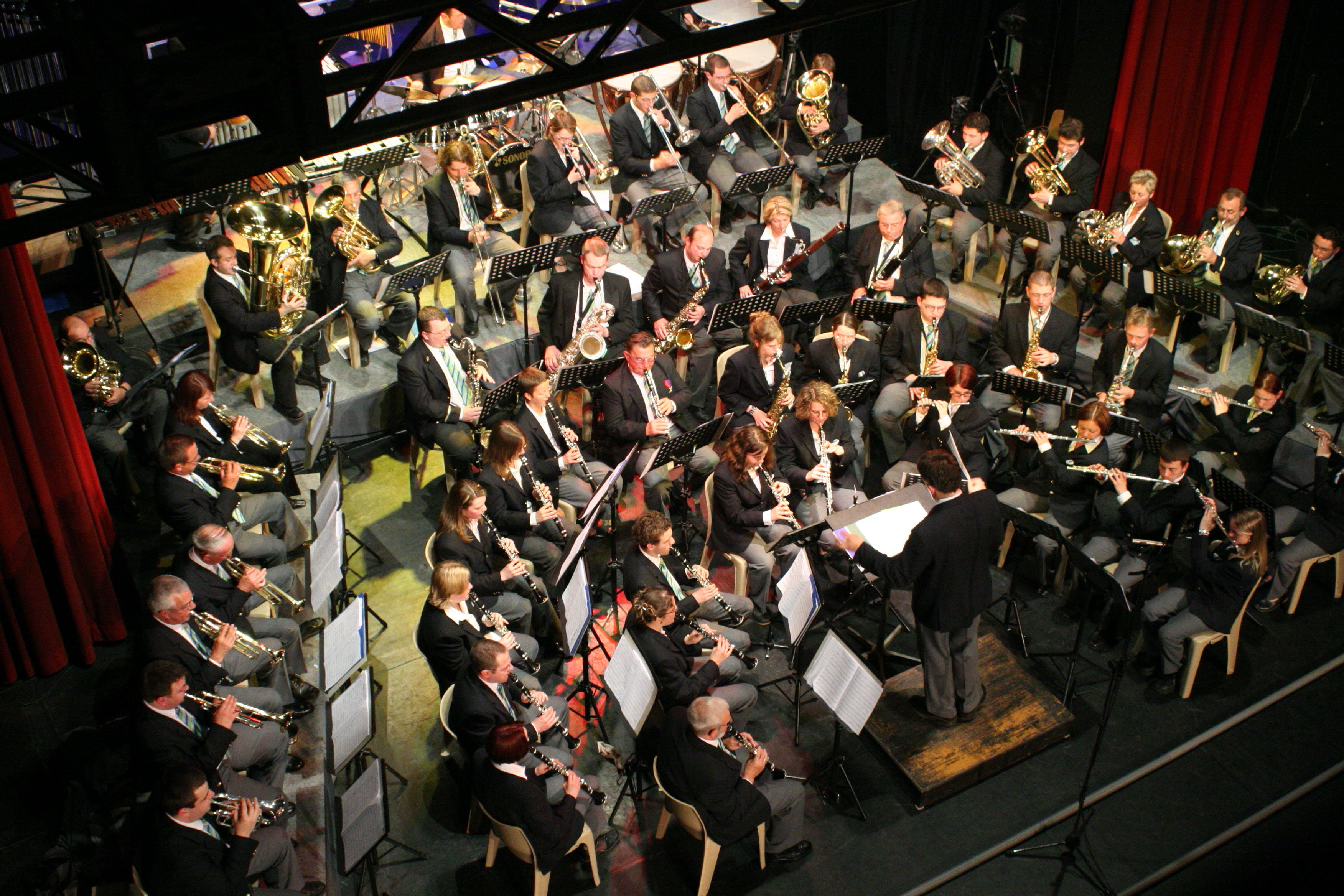
Harmonie de Harnes.

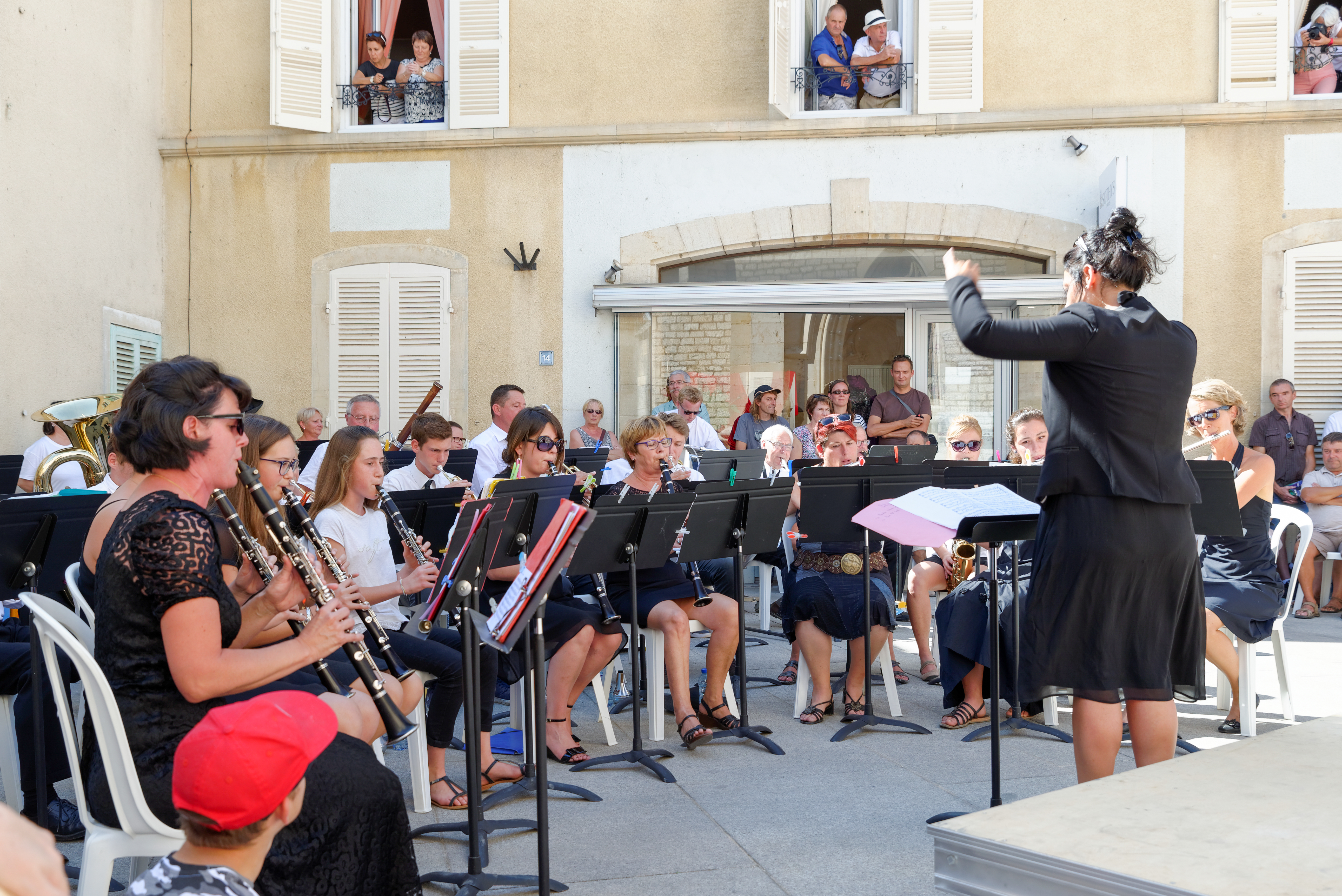
Harmonie de Meursault.

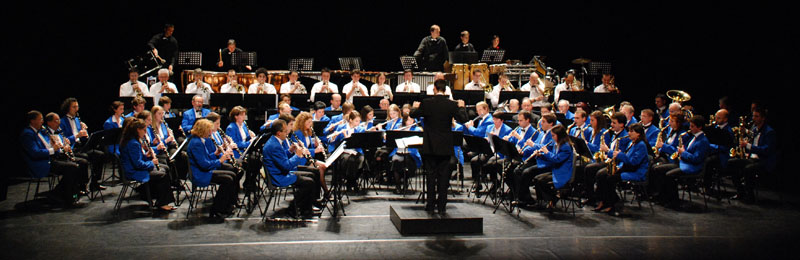
Harmonie de Meylan.

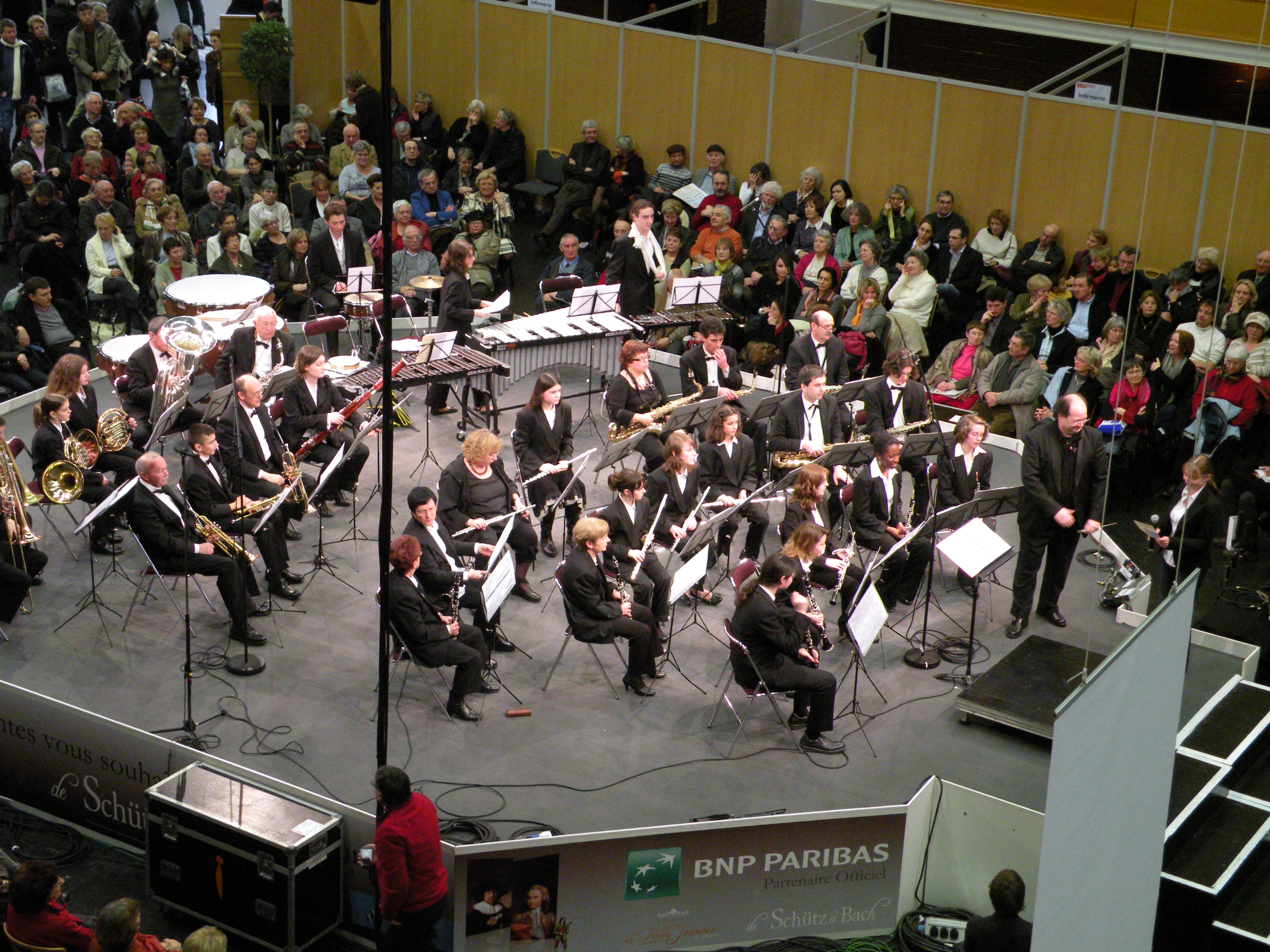
Harmonie de Paimbœuf.

Un orchestre d'harmonie (ou harmonie) est un ensemble musical regroupant la famille des bois, la famille des cuivres et la famille des percussions, ainsi que la contrebasse (voire, dans la tradition espagnole et sud-américaine, le violoncelle). Il peut également inclure à l'occasion des instruments particuliers (piano, clavier, guitare, guitare basse, célesta, harpe...) et même la voix.
Il ne doit pas être confondu avec l'harmonie-fanfare formée de saxophones, de cuivres et de percussions, le brass band (à la composition en principe très stricte : 28 musiciens) formé de cuivres doux, de trombones et de percussions, la batterie-fanfare composée d'instruments d'ordonnance, de tubas et de percussions ou encore le big band (en principe dédié au middle-jazz), le marching band (dédié au défilé) voire la clique (vx[Quoi ?] : formation militaire tambours-clairons).
Le répertoire de l'orchestre d'harmonie comporte beaucoup d'arrangements (musique baroque, classique ou romantique, opéra, opérettes, musique sacrée, jazz, musique de film, variétés, airs traditionnels, etc.), mais certains compositeurs ont écrit spécifiquement pour cette formation (écoles américaines, asiatiques, européennes du Nord et du Sud) et ont mis en valeur ses qualités musicales propres, dont en particulier, la variété de ses timbres instrumentaux.

## Historique
Sous l'Ancien Régime s'était développée, parmi d'autres ensembles, la musique de la « Grande écurie » royale (dans laquelle des hautbois très sonores - les « hautbois de Poitou » - avaient un des rôles principaux, aux côtés de serpents, de bassons et des timbales). On trouvait aussi, parallèlement, les « joueurs d'instrument » de « grandes bandes » municipales. En 1764 à Versailles, sous Louis XV, les Gardes-Françaises constituent le premier ensemble à vent se rapprochant de l'orchestre symphonique naissant (1 flûte, 6 clarinettes, 3 bassons, 1 trompette, 2 cors, 1 serpent, et bien sûr des percussions : ici cymbales et grosse caisse). Dès la Révolution française et tout au long du XIXe siècle, la facture et l'essor des instruments à vent favorisent l'épanouissement des orchestres d'harmonie. Après la consécration de la clarinette dans la deuxième moitié du XVIIIe siècle, les révolutions technologiques comme celles de Theobald Boehm et l'avènement de nouveaux instruments comme ceux d'Adolphe Sax enrichissent les orchestres à vent nés sous la révolution de 1789 et disséminés dans l'Europe entière jusqu'au Nouveau Monde. Si certaines formations se sont spécialisées dans la musique militaire, déambulatoire ou de fête de rue s'associant parfois avec des fanfares ou des batteries-fanfares, d'autres ont préféré développer les concerts en kiosques à musique ou en salle.
À la fin du XIXe siècle et au début du XXe, de nombreux orchestres d'harmonie ont été créés par des groupements d'ouvriers (usines, mines, etc.). Ces orchestres ont par la suite développé en leur sein des écoles de musique afin de former de futurs musiciens aptes à rejoindre leurs rangs, et ont ainsi contribué à étoffer le maillage éducatif en France.
La tradition corporatiste est très présente encore de nos jours au sein des orchestres d'harmonie. Citons, à titre d'exemple, l'orchestre d'harmonie de la RATP ou l'Orchestre d'Harmonie de l'Electricité de Strasbourg sans parler du réseau des « harmonies cheminotes », qui, comme leur nom l'indique, sont hébergées par les associations de personnels SNCF comme à Nîmes, Rennes, etc.
Aujourd'hui, en France, la très grande majorité des orchestres d'harmonie est constituée de formations amateurs de statut associatif, même si des musiciens de métier (enseignants, instrumentistes en activité ou retraités, grands élèves de Conservatoire, etc.) peuvent en faire partie. En outre, nombreuses municipalités font perdurer le statut d' « harmonie municipale » pour les formations orchestrales de leur commune. On y trouve, aux côtés de très nombreuses villes de taille moyenne ou petite, des orchestres de grandes villes et de haut niveau comme les orchestres d'harmonie de Vichy, Clermont-Ferrand, Le Havre, etc. parfois même avec un statut professionnel pour les musiciens.
Cependant, les orchestres d'harmonie professionnels sont surtout des formations militaires et de police (Musique de l'Air, Musiques des Équipages de la Flotte de Toulon, Musique de la Gendarmerie Mobile, Musique de la Police Nationale, Musique des gardiens de la paix, Orchestre d'harmonie de la Garde républicaine, etc.).
Fondée en 1900 à Decazeville, petite ville industrielle de l'Aveyron, La Lyre decazevilloise ou encore l'harmonie Les Enfants du Dorat, fondée en 1870 à Le Dorat, petite ville située dans la Basse Marche au nord de la Haute-Vienne sont des exemples de longévité en milieu rural.

## Répertoire
Si à l'origine, le répertoire des orchestres d'harmonie était principalement constitué d'œuvres de musique militaire, avec le temps, il s'est enrichi d'arrangements de musique classique (ouvertures d'opéra, concerti, messes), de musique légère (opérette...), mais aussi de nombreuses compositions originales mettant en relief les qualités de ces ensembles à vent. Depuis quelques années maintenant, de nombreux arrangements de musique de film et de jazz ont fait leur apparition dans le répertoire des orchestres d'harmonie.

## Effectif
Encore aujourd'hui, les effectifs d'un orchestre à l'autre peuvent être très variables en nombre de musiciens (d'une petite vingtaine à plus d'une centaine, la moyenne pour un orchestre complet et équilibré se situant à quarante/quarante-cinq instrumentistes) et en types d'instruments. Peuvent s'y retrouver :
- Famille des bois :
  - Piccolo (ut)
  - Flûtes traversières 2-3 (ut)
  - Hautbois 2 (ut)
  - optionnel: Cor(s) anglais (fa)
  - Basson(s) 2 (ut)
  - rare: Contrebasson (ut)
  - optionnel: Petite clarinette (mi♭)
  - Clarinettes 2-3 (si♭)
  - optionnel: Clarinette alto (mi♭)
  - Clarinette(s) basse(s) 1-2 (si♭)
  - rare: Clarinette contralto (mi♭)
  - optionnel: Saxophone soprano (si♭)
  - Saxophones altos 2 (mi♭)
  - Saxophones ténors 2 (si♭)
  - Saxophone baryton (mi♭)
- Famille des cuivres :
  - rare: Cornet (mi♭)
  - Trompettes ou Cornets 3 (si♭)
  - optionnel: Bugle(s) (si♭)
  - Cors ou Saxhorns altos 4 (fa/mi♭)
  - Trombones à coulisse 2 (ut/si♭)
  - Trombone basse (ut/si♭)
  - Euphoniums ou Saxhorns barytons 1-2 (ut/si♭)
  - Tubas (ut/si♭/mi♭)
- Famille des percussions :
  - Timbales
  - Batterie
  - Grosse caisse, Cymbales
  - Xylophone, Vibraphone, Glockenspiel
  - Cloches tubulaires

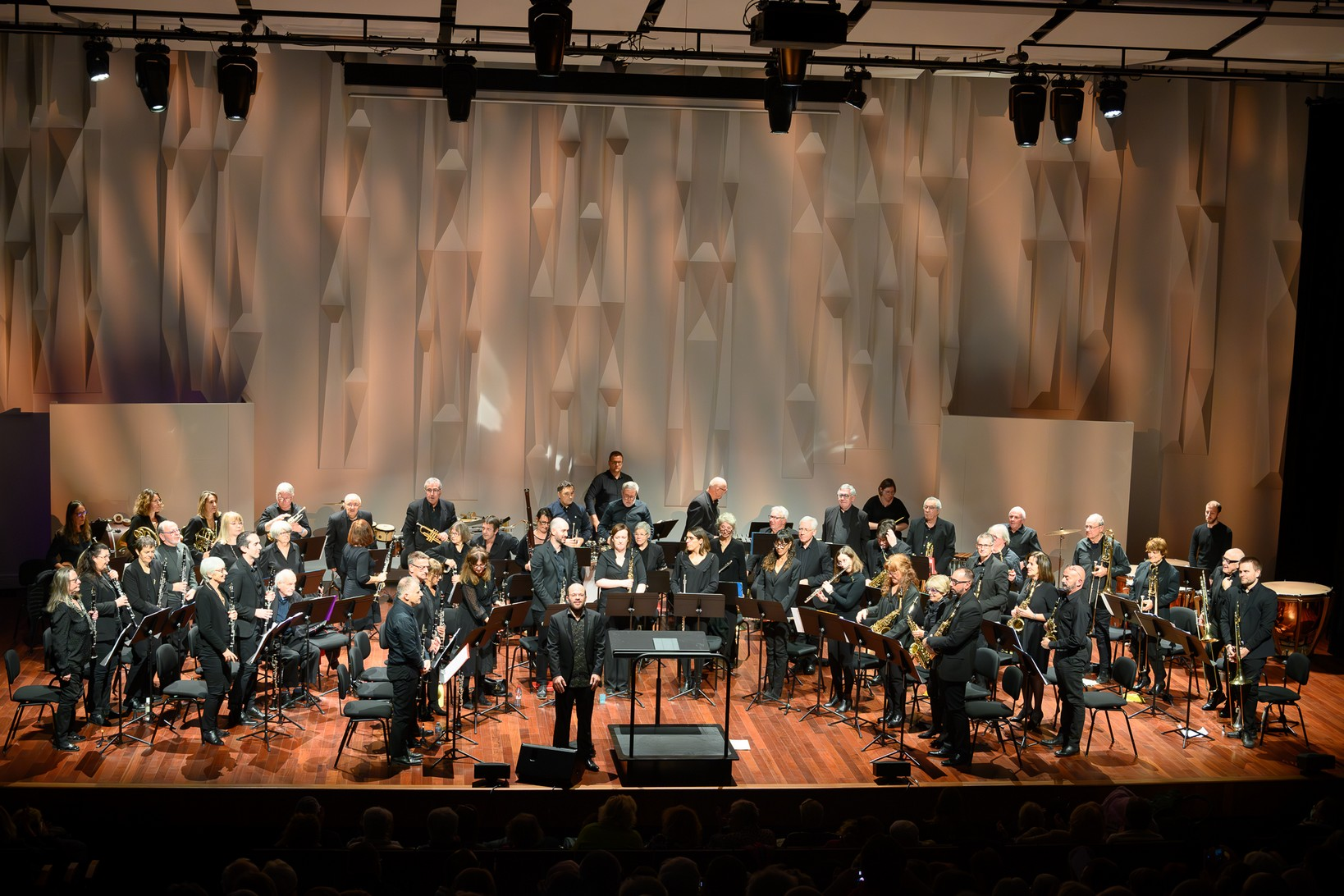
Harmonie de Sète

  - Harmonie de SèteAccessoires (triangle, maracas, tambourin, etc.)
- Et également (en option) :
  - Contrebasse à cordes, parfois un ou plusieurs violoncelles
  - Harpe
  - Piano voire Célesta
  - Guitare électrique
  - Basse électrique
  - Synthétiseur

Cette nomenclature de l'effectif possible pour un orchestre d'harmonie démontre à l'envi l'une des qualités musicales fondamentale de cette formation : la richesse et la variété des timbres instrumentaux qu'elle propose. Ceci ne va pas sans conséquence : la partition d'orchestre (le conducteur) des pièces pour harmonie comporte des instruments en Ut, en Si bémol, en Mi bémol et en Fa auxquels s'ajoutent parfois des instruments en Ré bémol (certains piccolos anciens), en Sol (certains hautbois ou flûtes) voire en La (certaines clarinettes). Si on ajoute que des instruments jouent des partitions en clé de sol et d'autres des partitions en clé de fa voire en clé d'ut, on conçoit que la direction d'une harmonie demande de solides capacités de transposition de la part du (ou de la) chef(fe) d'orchestre (voir le "Guide de l'instrumentation" cité en bibliographie) et ce, bien entendu, en intégrant toute la palette de notation des percussions.